# مارخلووکا
مارخلووکا (به لاتین: Marchelówka) یک روستا در لهستان است که در گمینا یانوو (استان پودلاسکی) واقع شده‌است.